# سيلسو أموريم
سيلسو أموريم هو دبلوماسي وسياسي برازيلي، ولد في 3 يونيو 1942 في سانتوس، ساو باولو في البرازيل. نشط حزبياً في حزب العمال البرازيلي. وقد انتخب سفير وانتخب وزارة الشؤون الخارجية.

## وصلات خارجية
- سيلسو أموريم على موقع مونزينجر (الألمانية)